# Los Jaimes
Los Jaimes es una localidad peruana ubicada en el distrito de La Matanza, perteneciente a la provincia de Morropón del departamento de Piura, al norte del Perú. 

## Ubicación
Los Jaimes se ubica al oeste de la provincia de Morropón, en el distrito de La Matanza, en el departamento de Piura.

## Demografía
En 2017 Los Jaimes tenía una población de 22 habitantes.